# اورلین نگئیتالا
اورلین نگئیتالا (انگلیسی: Aurélien Ngeyitala؛ زادهٔ ۲۹ مهٔ ۱۹۹۴) بازیکن فوتبال اهل جمهوری دموکراتیک کنگو است.
از باشگاه‌هایی که در آن بازی کرده‌است می‌توان به باشگاه ورزشی آمیان و باشگاه فوتبال سوشو اشاره کرد.
وی همچنین در تیم‌های ملی فوتبال Democratic Republic of the Congo national under-20 football team بازی کرده‌است.